# Сударушкин, Виктор Борисович
Виктор Борисович Суда́рушкин (1936—1986) — советский театральный режиссёр. Народный артист РСФСР (1981). Лауреат Государственной премии РСФСР им. К. С. Станиславского (1984).

## Биография
В. Б. Сударушкин родился 2 марта 1936 года в Ленинграде. В 1959 году окончил Ленинградский театральный институт имени А. Н. Островского. В 1965—1986 годах — главный режиссёр Ленинградского государственного Большого театра кукол. В. Б. Сударушкин поставил более 50 спектаклей для детей и взрослых, многие из которых не сходят со сцены уже несколько десятилетий. Ряд постановок для детей осуществлён им также в театрах Польши, Болгарии, Литвы. С 1984 года — заведовал кафедрой театра кукол ЛГИТМиК.
В. Б. Сударушкин умер 8 апреля 1986 года. Похоронен в Санкт-Петербурге на Северном кладбище.

## Театральные постановки
В сезоне 2012 года на сцене Большого театра кукол шли постановки Сударушкина:
- «Гадкий утёнок» Х. К. Андерсена
- «Неизвестный с хвостом» С. Л. Прокофьевой
- «Поросёнок Чок» Майи Туровир
- «Приключения Пифа» Г. Б. Остера
- «Сказка про Емелю» — один из наиболее известных спектаклей режиссёра, удостоен почётного диплома IV фестиваля кукол и марионеток во Франции (1976)[1]
- «Слонёнок» Р. Киплинга

## Награды и премии
- народный артист РСФСР (1981)
- заслуженный деятель искусств РСФСР (1970)
- заслуженный деятель культуры Польши (1977)
- Государственная премия РСФСР имени К. С. Станиславского (1984) — за постановку спектаклей «Осторожно! Волшебники рядом» по Е. Л. Шварцу, «Мистер Твистер» С. Я. Маршака